# Ржаное пиво
Ржаное пиво (нем. Roggenbier, Роггенбир) — вид специального пива (как правило, эля), который производится на основе солода ржи, с содержанием спирта в диапазоне от 4,0 до 6,0 %. Основные производители — Германия и Финляндия.

## История
В Средневековье красное, или ржаное пиво было широко распространено в Германии. С введением баварского закона о чистоте пива в 1516 году использование ржи и пшеницы в производстве пива было запрещено (так как эти культуры важны для производства хлеба и кормления населения).
Ржаное пиво в том виде, в котором оно существует в настоящее время, появилось во второй половине XIX века баварском городе Регенсбург как вариант пшеничного («белого») пива, в котором вместо пшеничного использовался ржаной солод.

## Характеристики
Содержание ржаного солода, как правило, около 50 %, но в некоторых марках пива достигает 60-65 %. Остальное — ячменный светлый солод, ячменный мюнхенский солод или пшеничный солод. Дрожжи, которые используются в производстве ржаного пива, придают характерные ароматы банана, цитрусовых и гвоздики. Для горечи, вкуса и аромата используют благородные сорта хмеля.
Цвет ржаного пива варьируется от светлого медно-оранжевого до тёмно-красного или красноватого. Образует обильную кремообразную плотную пену. Цвет мутный и непрозначный. Вкус зернистый, слегка кисловатый, с сильным ароматом ржаного или чёрного хлеба.
Содержание алкоголя: 4,0-6,0 %.

## Бренды
Типичные торговые марки: Paulaner Roggen, Bier Paul 03 Roggenbier, Bluegrass Roggenbier, Brigitta-Bräu Roggenbier, Bürgerbräu Wolnzacher Roggenbier, Michaeli Bräu Roggen, Ottos Roggen, Ottos Roggenbock, Балтика 4 Ржаной Эль, Pfarrbräu Roggenbier, Pöllinger Roggen, Real Ale Dunkelroggen, Real Ale Roggenbier, Red Brick Solstice Roggenbock, Red Rock Roggen Rock, Bubes Roggenboch, Buffalo Roggen, Bullfrog Roggen Roll и другие.